# Saint-Vigor-des-Monts

Saint-Vigor-des-Monts este o comună în departamentul Manche, Franța. În 1 ianuarie 2022 avea o populație de 283 de locuitori.